# 남성어
남성어(男性語)는 남성 특유의 표현이나 말을 뜻한다. 여성어보다는 솔직하고, 허물이 없다고 여겨진다.